# Placówka Straży Celnej „Rybno”

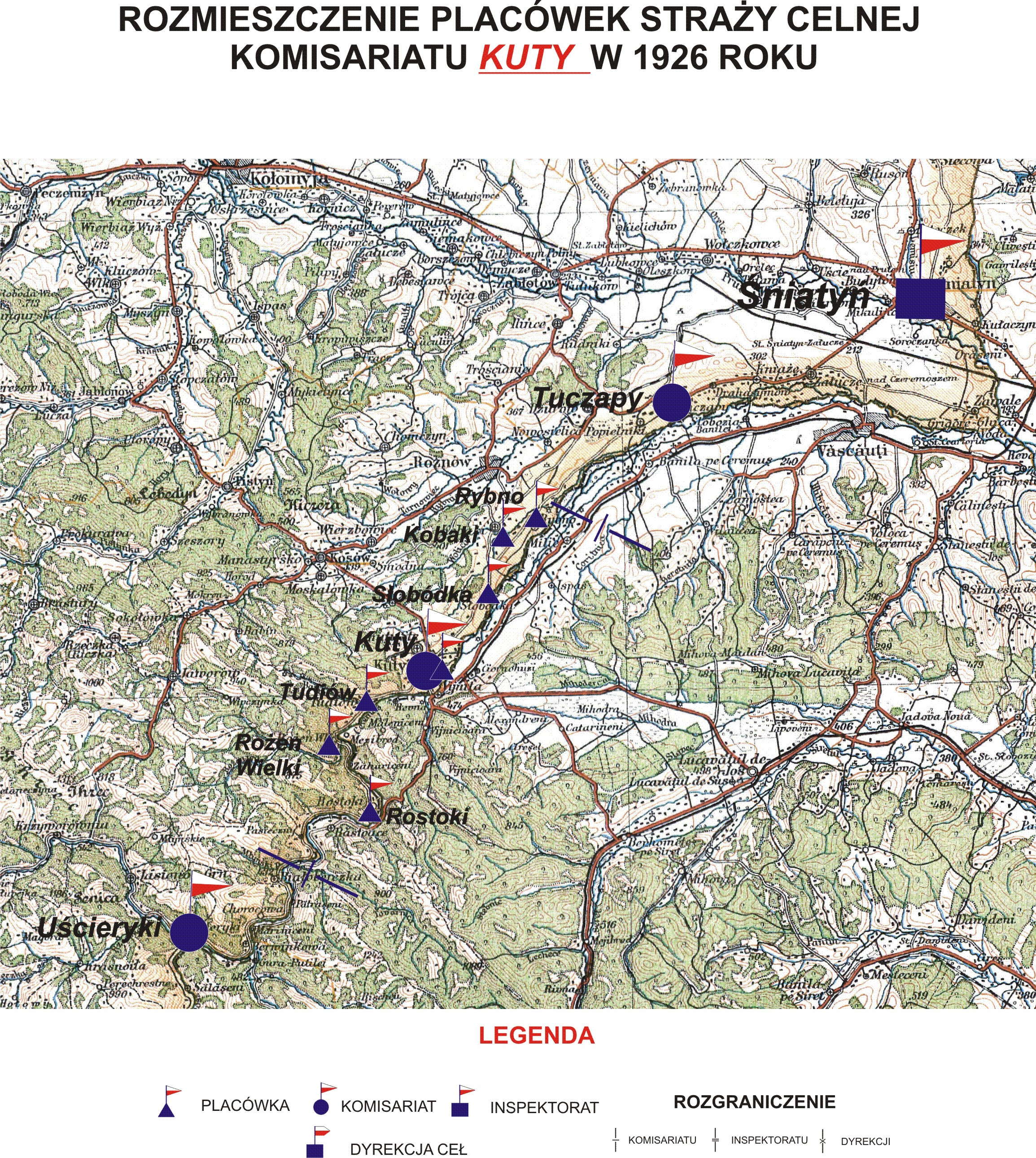
Rozmieszczenie placówek komisariatu SC Kuty w 1926 r.

Placówka Straży Celnej „Rybno” – jednostka organizacyjna Straży Celnej pełniąca w okresie międzywojennym służbę ochronną na granicy polsko-rumuńskiej.

## Formowanie i zmiany organizacyjne
Na wniosek Ministerstwa Skarbu, uchwałą z 10 marca 1920 roku, powołano do życia Straż Celną. Jednostki Straży Celnej rozpoczęły przejmowanie odcinków granicy od pododdziałów Batalionów Celnych. W 1921 roku w Kutach stacjonował sztab 3 kompanii 11 batalionu celnego. Kompania wystawiała między innymi placówkę w Rybnie. Proces tworzenia Straży Celnej trwał do końca 1922 roku. Placówka Straży Celnej „Rybno” weszła w podporządkowanie komisariatu Straży Celnej „Kuty” z Inspektoratu SC „Śniatyn”.
W drugiej połowie 1927 roku przystąpiono do gruntownej reorganizacji Straży Celnej. W praktyce skutkowało to rozwiązaniem tej formacji granicznej. Ochronę północnej, zachodniej i południowej granicy państwa przejęła powołana z dniem 2 kwietnia 1928 roku Straż Graniczna.
Rozkazem nr 5 z 16 maja 1928 roku w sprawie organizacji Małopolskiego Inspektoratu Okręgowego dowódca Straży Granicznej gen. bryg. Stefan Pasławski powołał komisariat Straży Granicznej „Kosów”, ale dopiero rozkazem nr 7 z 25 września 1929 roku w sprawie reorganizacji i zmian dyslokacji Małopolskiego Inspektoratu Okręgowego komendant Straży Granicznej płk Jan Jur-Gorzechowski powołał placówkę Straży Granicznej I linii „Rybno”.

## Funkcjonariusze placówki
Kierownicy placówki
| stopień    | imię i nazwisko, numer | okres pełnienia służby | kolejne stanowisko |
| ---------- | ---------------------- | ---------------------- | ------------------ |
| przodownik | Teofil Górski (193)    | był w 1926             |                    |

Obsada personalna placówki w 1926:
- przodownik Teofil Górski (193)
- starszy strażnik Wincenty Piotrowski (863)
- starszy strażnik Roman Łęgas (2138)
- strażnik Józef Suchomski (605)
- strażnik Stefan Marszałkowski (592)
- strażnik Franciszek Leciej (578)
- strażnik Wiktor Swoboda (1481)
- strażnik Paweł Orzechowski (2038)
- strażnik Piotr Krowiak (2245)
- strażnik Franciszek Bukowski (1647)